# Таякина, Татьяна Алексеевна
Татьяна Алексеевна Тая́кина (укр. Тетяна Олексіївна Таякіна; 12 января 1951, Киев — 9 декабря 2023, там же)— советская, украинская балерина, педагог. Народная артистка СССР (1980).

## Биография
Родилась 12 января 1951 года в Киеве в семье водителя и продавщицы магазина подписных изданий.
Заниматься танцем начала во Дворце пионеров у Л. Крымской, благодаря совету которой поступила в Киевское государственное хореографическое училище, которое окончила в 1969 году по классу В. П. Мей. Среди педагогов в училище — О. А. Попова (классический танец), Ф. Н. Баклан (дуэтный танец), Е. В. Зайцев, О. Н. Муха.
С 1969 года — в балетной труппе Киевского театра оперы и балета им. Т. Шевченко, где танцевала до 1989 года. В театре занималась у Г. Н. Кирилловой, свои важнейшие партии готовила с педагогом-репетитором И. С. Сониной.
С 1969 года сложился многолетний творческий танцевальный дуэт с артистом балета В. П. Ковтуном. В 1970 году их дуэт принимал участие в Международном конкурсе артистов балета в Варне, где они стали лауреатами 3-й премии. В 1973 году получили 2-ю премию и серебряную медаль Международного конкурса артистов балета в Москве.
В 1977 году по приглашению М. М. Плисецкой участвовала вместе с В. П. Ковтуном в IV Международном фестивале танца в Париже, где за исполнение «Большого классического па» на музыку Д. Обера в хореографии В. И. Гзовского получила премию имени Анны Павловой, вручаемую Парижской академией танца.
В качестве ведущей балерины гастролировала за рубежом.
В 1982 году окончила ГИТИС по специальности «педагог-балетмейстер».
С 1989 года — художественный руководитель, в 1993—2010 годах — директор Киевского хореографического училища.
Преподавала в балетной студии Ochi International Ballet (Нагоя, Япония).
С 1996 года — член Комитета по Государственным премиям Украины имени Т. Г. Шевченко.
Скончалась 9 декабря 2023 года в Киеве. Похоронена вместе с мужем на Байковом кладбище (участок № 49б).

### Семья
- Муж — Валерий Петрович Кoвтун (1944—2005), артист балета, балетмейстер. Народный артист СССР (1978).
- Сын — Кирилл, танцовщик, преподаёт в Киевском хореографическом училище дуэтный танец.
- Два внука.

## Награды и звания
- 3-я премия Международного конкурса артистов балета в Варне (1970)
- 2-я премия Международного конкурса артистов балета и хореографов в Москве (1973)
- Премия имени Анны Павловой Парижской академии танца на IV Международном фестивале танца (Франция, 1977)
- Народная артистка Украинской ССР (1977)
- Народная артистка СССР (1980)[5]
- Премия Ленинского комсомола (1977) — за высокое исполнительское мастерство
- Государственная премия Украинской ССР им. Т. Г. Шевченко (1986) — за исполнение партий Дезире, Авроры в балетном спектакле «Спящая красавица» П. И. Чайковского, поставленном на сцене КУГАТОБ имени Т. Г. Шевченко[6].

## Партии
- Одетта-Одиллия — «Лебединое озеро» П. И. Чайковского
- Принцесса Аврора — «Спящая красавица» П. И. Чайковского
- Жизель — «Жизель» А. Адана[7]
- Китри — «Дон Кихот» Л. Минкуса
- Джульетта — «Ромео и Джульетта» С. С. Прокофьева
- Коппелия и Сванильда — «Коппелия» Л. Делиба[3]
- Никия — «Баядерка» Л. Минкуса
- Сильфида — «Сильфида» Х. С. Лёвенскьольда, хореография А. Бурнонвиля
- Анна — «Анна Каренина» Р. К. Щедрина
- Мавка — «Лесная песня» М. А. Скорульского

## Видеография
- 1979 — «Жизель» А. Адана — Жизель (Альберт — В. П. Ковтун), спектакль Киевского театра оперы и балета им. Т. Шевченко, хореография Ж. Коралли, Ж. Перро, М. Петипа в редакции К. М. Сергеева, дирижёр О. Рябов.